# Кіпрська православна церква
Це́рква Кі́пру (грец. Εκκλησία της Κύπρου, трансліт. Ekklisia tis Kyprou, тур. Kıbrıs Kilisesi; також Правосла́вна це́рква Кі́пру) — автокефальна помісна православна церква на Кіпрі, яка посідає 10-е місце в диптиху автокефальних помісних церков і є частиною грецьких православних церков. Одна з найдавніших помісних церков Сходу, вона стверджує, що завжди була незалежною, хоча незрозуміло,чи це правда, адже вона перебувала під владою Церкви Антіохії до того, як її автокефалія була визнана в 431 році на Ефеському соборі. Єпископ давньої столиці Саламін (перейменований на Констанцію імператором Констанцієм II) був конституйований митрополитом імператором Зеноном із титулом архієпископа. Використовує у своїй літургії візантійський обряд грецьку мову, койне та новоюліанський календар, вона є частиною Східного християнства.

## Історія

### Римська епоха
Згідно з Книгою Діянь, апостол Павло навернув римського проконсула Сергія Павла, зробивши його першим християнським правителем, і таким чином Кіпр став першою країною, якою керував християнський лідер.
Декількома з єпископів, які сприяли поширенню християнства на острові, були Лазар, єпископ Кітіона, Іраклейдій — єпископ Тамасоса, Авксівій — єпископ Солої та Теодотос — єпископ Кіренії.
Ближче до кінця IV століття християнство поширилося по всьому острову. У цей час святий Епіфаній був архієпископом. Його місце було в Саламіні, який був перейменований у Констанцію.

### Візантійська епоха
Самостійний (автокефальний) статус за древнім звичаєм був визнаний проти претензій Антіохійського патріарха на Ефеському соборі (431); незрозуміло, чи Кіпрська церква завжди була незалежною, чи колись вона була частиною Антіохійської церкви. Після Ефеського собору Церква Антіохії ніколи не заявляла, що Кіпр знаходиться під її юрисдикцією. Цю незалежність також визнав імператор Зенон.
У 478 році архієпископ Кіпру Антемій заявив, що слідом за видінням він знайшов могилу Варнави та його мощі. На грудях святого лежала копія Євангелія від Матвія. Таким чином, церква змогла від свого імені надіслати імператору заперечуючий аргумент: відкриття мощей свого відомого засновника Варнави. Зенон підтвердив статус Церкви Кіпру і надав її архієпископу "три привілеї": а саме підписати своє ім'я чорнилом, зробленим у вермільйоні, додавши кіновар; носити тирійсько-фіолетовий колір замість чорних шат під одягом; і тримати імператорський скіпетр (тобто позолочений жезл зі сріблом, увінчаний золотим крейзером) замість звичайного єпископського кросі.
Кіпр сильно постраждав від арабських вторгнень у наступні століття, і під час правління Юстиніана II міста Констанція, Куріон та Пафос були розграбовані. За порадою імператора, архієпископ втік до Дарданел разом з тими, хто вижив, і заснував місто Нова Юстиніана (грец. Νέα Ιουστινιανή), назване на честь імператора, в Ердеку біля міста Цизік. У 692 р. Квінісекстський собор підтвердив статус та привілеї висланого архієпископа, а в 698 р., коли араби були витіснені з Кіпру, архієпископ повернувся, але зберіг титул "Архієпископа Нової Юстініани й усього Кіпру": звичай, який поряд з "трьома привілеями", існує донині.

### Епоха хрестоносців

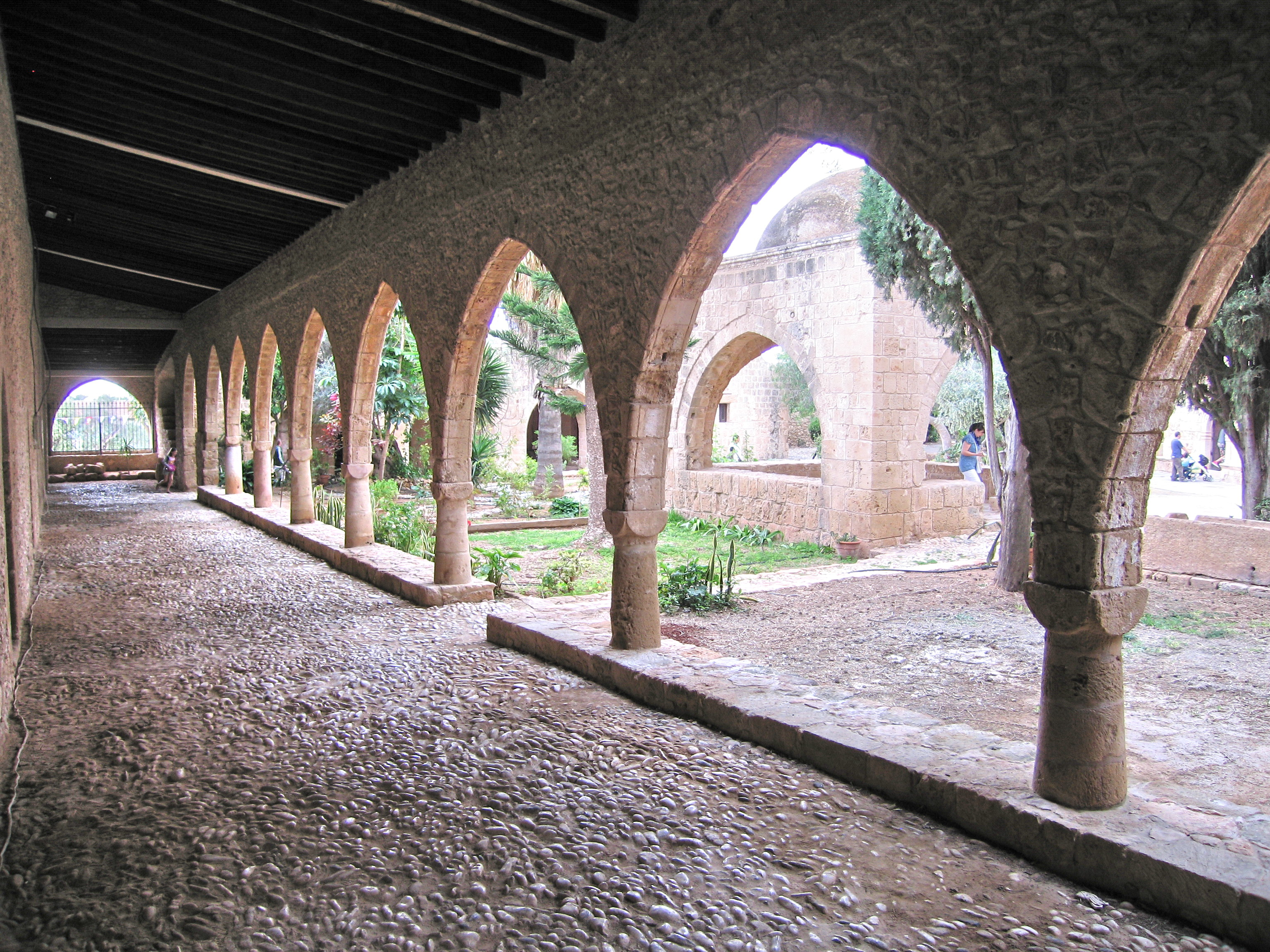
Монастир Айя-Напа

Після встановлення Кіпрського королівства католицькі королі поступово зменшили кількість православних єпископів з 14 до 4 і витіснили тих, хто залишився з своїх міст. Архієпископа перевезли з Нікосії в область Солія, поблизу Морфу, єпископа Ларнаки перевезли в село Лефкара і т.д. Кожен православний єпископ перебував під керівництвом католицького єпископа цього району. Католицька церква намагалася іноді спонукати православних єпископів піти на поступки щодо розбіжностей у вченні та практиці між двома церквами, іноді із загрозами, а іноді із застосуванням насильства та тортур, як у випадку з 13 ченцями монастиря Кантара. Більше того, майно багатьох монастирів було конфісковано. Переслідування, особливо в епоху франків, не зуміли вирвати віру кіпріотів-греків.
Незважаючи на початкові тертя, обом церквам поступово вдалося мирно співіснувати поруч. Місцеві православні християни поділяли деякі переваги економічного розвитку Кіпру та особливо Фамагусти того часу. Православний собор Святого Георгія (відомий як Святий Георгій Грецький — сьогодні в руїнах) майже такий же високий і монументальний, як сусідній католицький собор Святого Миколая (мечеть з 1571 р.), а також є прикладом цікавого злиття готична та візантійська архітектура.
У 1489 році венеційці змінили франків без істотних змін статусу Східної православної церкви.

### Османська епоха
Завоювання Кіпру Османською імперією в 1571 р. призвело до визнання православної церкви єдиною законною християнською церквою. Османи вважали церкву політичним керівництвом християнського населення (Rum millet) і відповідали за збір податків. Через різну політику Османської імперії щодо мусульманських та немусульманських громадян, особливо щодо оподаткування, деякі християни прийняли іслам. Вони відомі на Кіпрі з назвою "Лінопампакой".
За часів османського панування становище Церкви Кіпру значно посилилося завдяки застосуванню системи проса, згідно з якою глава кожної релігійної громади відповідав перед губернатором за свою поведінку. Османи, намагаючись зменшити латинський вплив, ставилися до православних кіпріотів з увагою і здобували їх добру волю. Османи запевнили їх у вільному користуванні своєю релігією, безперешкодно володіючи їх церквами; дав їм дозвіл на придбання будинків та землі з можливістю передачі спадкоємцям; визнав верховенство православної громади над усіма іншими християнськими конфесіями на острові.
У пізніші часи церква настільки сильно вплинула на тимчасові справи, що на початку XIX століття архієпископ фактично керував Кіпром, контролюючи її фінанси. Перший гул був почутий у 1804 р., коли турки столиці та прилеглих сіл зіткнулися з нестачею продуктів харчування, була організована жорстока демонстрація проти архієпископа. Це було через випадкову присутність деяких турецьких військ у транзиті, і життя, здавалося, відновило свій звичайний курс. У 1821 р. з початком грецької війни за незалежність греки Кіпру намагались піти слідами греків, таким було звинувачення, яке Кючук Мехмед висунув проти єпископів та провідних грецьких мирян острова. У результаті цього архієпископа Кіпріаноса було заарештовано трьох єпископів Пафосу, Кітіона та Кіренії, а також інших провідних церковників та громадян. Архієпископ та його архідиякон були повішені, троє єпископів обезголовлені, а знатні особи відіслані яничарами. Церква Кіпру заплатила страшне покарання за зловживання владою. Це був найгірший досвід між Церквою Кіпру та османською адміністрацією та початком політичної сепарації.

### Британське колоніальне правління
Придбання Кіпру британцями в 1878 році дозволило отримати більше свободи в релігійних обрядах, таких як використання дзвонів у церквах (що було заборонено за османів). Деякі лінопампакоі скористалися політичними змінами, щоб повернутися до християнства.
Джон Вінтроп Гаккет опублікував Історію православної церкви Кіпру в 1901 р. приблизно в той же час церква пережила кризу щодо правонаступництва архієпископа. Два кандидати, Кирилос II та Кирилос III, мали переважно політичні розбіжності (один був націоналістом, тоді як інший був поміркованим).
Незважаючи на те, що церква отримала більше свободи під британським правлінням, британська адміністрація втручалася, в деяких випадках, застосовуючи обмежувальні закони щодо управління церквою та інших сфер національної та культурної діяльности. Це призвело до заворушень у жовтні 1931 року, організованих єпископами, які також були членами законодавчої асамблеї. Як наслідок цього повстання єпископи Кікотійський Никодем та Кіренійський Макарій були заслані, і були введені обмеження щодо обрання архієпископа. В результаті наповнення архієпископського престолу очікувалося з 1933 р. (Смерть архієпископа Кирилоса III) до 1946 р., Коли єпископом Пафосу Леонтіосом було обрано новим архієпископом.
У 1950 році Макаріос III був обраний архієпископом. Ще єпископом Кітіона він продемонстрував сильну інтелектуальну та національну активність. У 1949 році він заснував семінарію Апостола Варнави, а в 1950 році організував референдум про Союз (Енозіс) між Кіпром та Грецією. Будучи архієпископом, він був політичним лідером визвольної боротьби EOKA у 1955–1959 роках. Британці вислали його на Сейшели через його діяльність.

### Незалежність Кіпру
У 1960 році архієпископ Макаріос III був обраний президентом новоствореної республіки Кіпр. Розбіжності трьох інших єпископів з Макарієм призводять до спроби кіпрського церковного перевороту 1972–1973 років. Після детронізації єпископів Пафосу, Кітіуму та Кіренії за змову проти Макарія було створено два нових єпископства: Лімасольський єпископ, відокремлений від єпископства Кітіон, і єпископство Морфу, відокремлене від єпископства Кіренії. Державний переворот 15 липня 1974 року змусив архієпископа Макарія III покинути острів. Повернувся у грудні 1974 року.

### Турецьке вторгнення
За державним переворотом відбулося вторгнення Туреччини 20 липня 1974 року, яке суттєво вплинуло на церкву та її паству: оскільки 35 % території Кіпру потрапило під турецьку окупацію, сотні тисяч православних християн були переміщені, а ті, хто не міг або не хотіли їхати (спочатку 20 000), стикаючись з утиском. Станом на травень 2001 року на Північному Кіпрі залишається лише 421 грецьких православних кіпріотів і 155 маронітів.
Ще одним важливим наслідком було знищення християнських пам'яток. Церкви, що містять візантійські ікони, фрески та мозаїки, були розграбовані торговцями старожитностями та продані на чорному ринку. Одним з найвидатніших випадків крадіжки була мозаїка Панагії в Канакарії 6 століття нашої ери, яка була остаточно повернута Церкві Кіпру за рішеннями федеральних судів в Індіанаполісі та Чикаго. На Північному Кіпрі налічується 514 церков, каплиць та монастирів, багато з яких були переобладнані під мечеті, музеї або покинуті.
3 серпня 1977 року Макарій III помер, і його наступником став архієпископ Хризостом I. У 1979 році була складена і затверджена нова Статутна хартія Церкви Кіпру, яка замінила стару 1914 року.

### XXI століття
У літньому віці архієпископ Хризостом страждав на хворобу Альцгеймера і протягом ряду років не міг виконувати свої обов'язки. У травні 2006 року Вселенський патріарх Варфоломій I очолював ширші збори церковних старійшин, які закликали Хрисостома до "почесного усунення".
Новим архієпископом став 65-річний митрополит Пафський Хризостом (Енглістріотіс). Він був обраний 5 листопада 2006 року після тривалої виборчої кампанії, ставши Хризостомом II, архієпископом Нової Юстініани й усього Кіпру.
Нині Церква Кіпру складається з однієї архієпископії та п'яти єпископій, має понад 500 храмів і 9 монастирів. Предстоятель — Архієпископ Нової Юстиніани і всього Кіпру (грец. Ο Μακαριώτατος Αρχιεπίσκοπος Νέας Ιουστινιανῆς καί πάσης Κύπρου) з 24 грудня 2022 — архієпископ Георгій III, обраний після смерті свого попередника Хризостома II 7 листопада того ж року.
Найвищий орган влади — Святий Синод Церкви Кіпру (грец. Ἱερὰ Σύνοδος τῆς Ἐκκλησίας τῆς Κύπρου), що складається з Предстоятеля (глава Синоду), єпископів Пафосу, Кітіона (Ларнаки), Киренії, Лімасола, Морфу, а також вікарних архієреїв як постійних членів. Єпископії Киренії і Морфу перебувають тимчасово в Нікосії, зважаючи на турецьку окупацію північної частини держави. За повідомленнями ЗМІ, Церква Кіпру бере участь у розвитку туристичного бізнесу в країні.

#### Відносини з Православною церквою України
У 2019 році Кіпрський предстоятель Хризостом під час зібрання так званого малого Синаксу у складі предстоятелів чотирьох найдавніших грецьких церков (Антіохія, Александрія, Єрусалим та Кіпр) оголосив себе модератором процесу обговорення шляхів вирішення проблеми міжправославної кризи через надання Вселенським патріархом автокефалії Українській церкві. Для цього Хризостом має поїхати до Болгарії, Сербії та Греції. 18 лютого 2019 року відбулося позачергове засідання Священного Синоду Церкви Кіпру, на якому Синод засудив агресивні дії РПЦ та підтримав надання автокефалії Православній церкві Україні. 30 листопада 2019 року ієрарх Православної церкви Кіпру, митрополит Константський та проедр Амохостосу Василій (Караянніс) (представник архієпископа Нової Юстиніани і всього Кіпру Хризостома II) співслужив з архієпископом Православної церкви України Євстратієм (Зорею) на патріаршій літургії в Константинополі в день Андрія Первозваного (за новоюліанським календарем).
20 жовтня 2020 архієпископ Хризостом II написав листа Вселенському патріархові Варфоломію, у якому зазначив, що «після довгих молитов і роздумів», вирішив, під час звершення Божественної Літургії, згадати «Предстоятеля Української Православної Церкви, Його Високопреосвященство Митрополита Епіфанія».
24 жовтня 2020 року Блаженнійший Хризостом II архієпископ Кіпру, очолюючи Божественну Літургію при рукоположенні нового єпископа Арсінойського Панкратія в монастирі Пресвятої Богородиці (грец. Χρυσορροϊιατίσσης) в Пафі, пом'янув предстоятеля автокефальної Православної церкви України, Блаженнійшого митрополита Київського і всієї України Епіфанія і визнав автокефалію Православної церкви України. Таким чином, Церква Кіпру через свого Предстоятеля стала третьою церквою, яка визнала її після Грецької церкви та Александрійського Патріархату. У той же день чотири кіпрських митрополити: митрополит Лімасольский Афанасій, Кіккський Никифор, Тамаський Ісая, а також єпископ Аматський Миколай, виступили з заявою про перевищення Хризостомом своїх повноважень і вимогою скликати позачергове засідання Синоду. Предстоятель Церкви Кіпру архієпископ Хризостом назвав таку змову 4 ієрархів парасинагогою та запевнив, що вони заслуговують позбавлення сану.
Глава Відділу зовнішньоцерковних зв'язків Московського патріархату Іларіон (Алфеєв) заявив, що РПЦ, ймовірно, розірве євхаристійне спілкування із Хризостомом і з тими ієрархами Церкви Кіпру, які визнали Православну церкву України. Пізніше РПЦ перестала поминати Хризостома у своєму Диптиху.
25 листопада 2020 року Синод Церкви Кіпру вирішив не виступати проти рішення Хризостома II про визнання Православної Церкви України. «У той же час, Священний Синод очікує широкого обговорення із загальною участю для подолання нинішньої кризи, яка загрожує розколом Церкви Христової». Синод Церкви Кіпру на позачерговому засіданні 23-25 листопада підтримав рішення архієпископа Кіпрського Хризостома щодо визнання автокефалії Православної Церкви України.

## Організація та структура

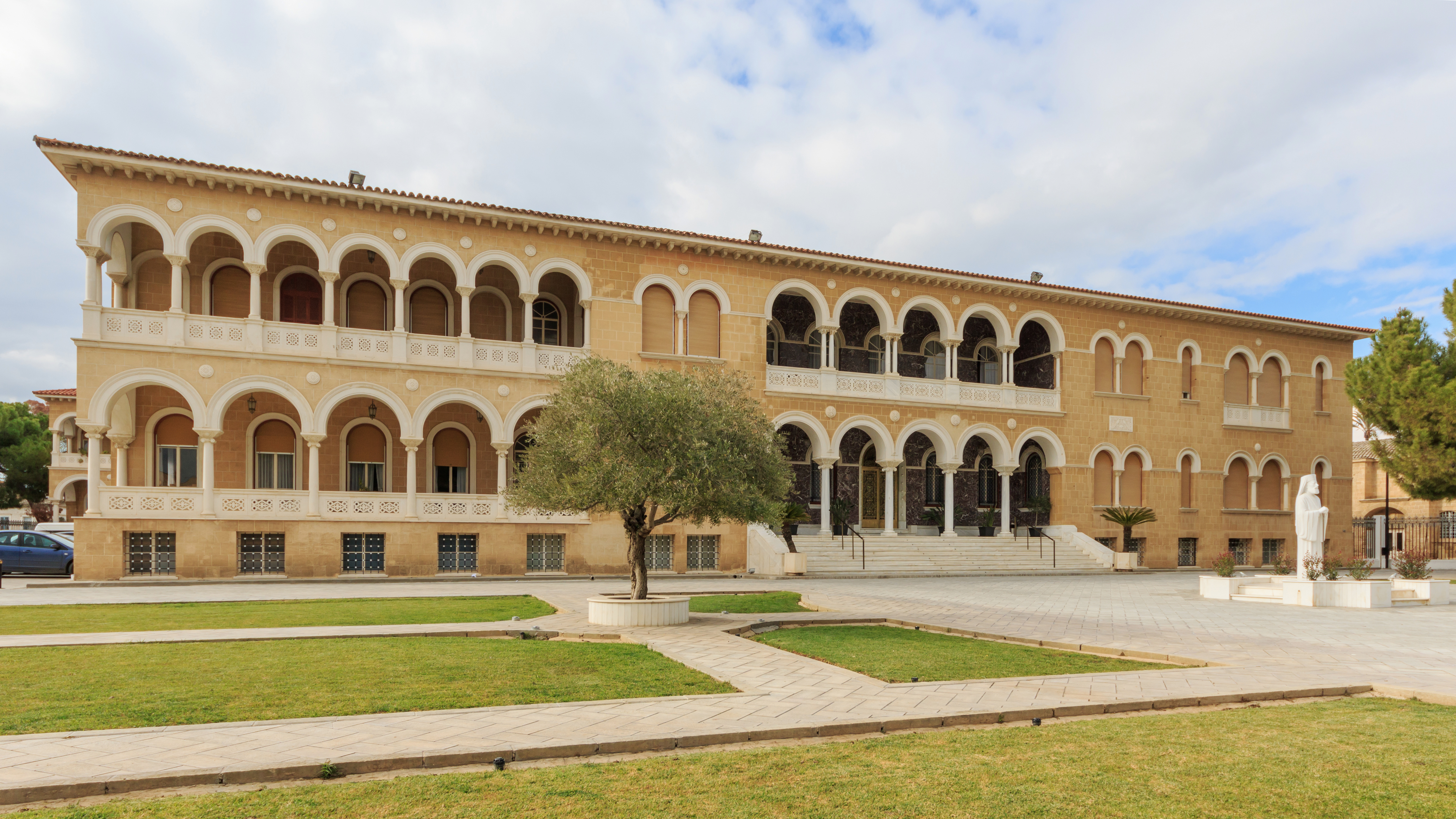
Палац архієпископа, Нікосія

Священний Синод автокефальної Церкви Кіпру є найвищим церковним авторитетом на Кіпрі. Його завдання — вивчити та надати рішення з усіх питань, що стосуються Церкви Кіпру. Главою Священного Синоду та Церкви Кіпру є Георгій, архієпископ Нової Юстиніани й усього Кіпру.

### Митрополії та митрополити
- Митрополія Пафосу та Екзархат Арсіное та Ромеон:
- Митрополія Кітіона та Екзархат Ларнаки та Пано Лефкара: Хрисостомос Магайріотис (1973–)
- Митрополія Кіренія та Екзархат Лапітос і Каравай: Chrysostomos Kykkotis (2011–)[23]
- Митрополія Лімасол, Аматус і Куріон: Атанасій Ніколау (1999–)
- Митрополія Морфу та Солої: Неофіт (Омірос) Масурас (1998– )
- Митрополія Констанція й Аммохостос: Василій Караджянніс (2007–)
- Митрополія Кікос і Тіллірія: Нікіфорос Кікотіс (2007–)
- Митрополія Тамасос і Ореїні: Ісайя Кіккотіс (2007–)
- Митрополія Тримітус: Варнавас Ставровуніотис (2007–)

### Єпархії та єпископи
- Карпасійська єпархія: Христофор Ціакас (2007–)
- Арсенська єпархія: Нектарій Спиру (2008–)
- Аматуська єпархія: Ніколаос Ксюрі (2007–)

### Титулярні єпархії та єпископи
- Ледрська єпархія: Епіфаній Магайріотис (2007–)
- Кітроська єпархія: Леонтіос Енглістріотіс (2007–)
- Неаполіська єпархія: Порфирій Магайріотис (2007–)
- Месаорійська єпархія: Григоріос Хаціоуріу (2008–)

Священний Синод регулярно збирається у перший тиждень після Великодня та в перші два тижні місяців лютого та вересня. Він проводить засідання на спеціальних засіданнях, коли це вважається необхідним або коли двоє його членів подають запит.

## Релігійні місця на Кіпрі
- Дев'ять візантійських церков в горах Троедос [Архівовано 5 січня 2020 у Wayback Machine.] включені ЮНЕСКО до списку всесвітньої спадщини, зображені тут [Архівовано 3 березня 2016 у Wayback Machine.];
- Монастир Кікос, охоронці святої ікони Кікотіса, незвичне зображення немовляти Ісуса, що брикається від радости на колінах матері;

- Ікони, вивезені з єпископату Святої митрополії Кіренії [Архівовано 26 лютого 2021 у Wayback Machine.] та церкви Панагія Асіну [Архівовано 26 лютого 2021 у Wayback Machine.] в окупованій північчю Туреччини частині острова, були репатрійовані колекціонером у Сполучених Штатах Америки в 2007 році;
- Ікони з села Калопанайотис [Архівовано 26 лютого 2021 у Wayback Machine.], вкрадені ще раніше, до поділу острова, також були повернуті на опіку Церкви Кіпру;
- Деякі оцінюють, що з 1974 року мародери на Північному Кіпрі знищили приблизно 15 000 — 20 000 ікон; кілька десятків основних фресок та мозаїк, що датуються VI-XV століттями; і тисячі чаш, дерев’яних різьб, розп’яття та Біблій. Зусилля автокефальної церкви Кіпру та Республіки Кіпр повернути деякі з цих предметів описані в номері журналу "Археологія [Архівовано 5 травня 2021 у Wayback Machine.]" за 1998 рік, але більшість залишається втраченим;
- Такі церкви в столиці Нікосії, як Хризалініотиса, Богоматір із Золотого Льону, Паная Хрисоспіліотиса, Богоматір із Золотої Печери та Церква Архангела Михаїла Трипіотиса, а також Візантійський музей Фонду Архієпископа Макарія III, перераховані для зацікавлених відвідувачів [Архівовано 17 квітня 2021 у Wayback Machine.];
- Монастирі [Архівовано 14 березня 2016 у Wayback Machine.] перераховані окремо.